# Gustav Fröhlich (nedador)
Gustav Fröhlich   (Samoa alemanya, 1902 - Sydney, 17 d'abril de 1968) va ser un nedador alemany, especialista esquena, que va competir entre la dècada de 1920.
En el seu palmarès destaca un rècord del món dels 100 metres esquena el 1921; dues medalles al Campionat d'Europa de natació, una d'or el 1926 i una de plata el 1927; i cinc títols nacionals entre 1921 i 1926, sempre en els 100 metres esquena.